# Antonio Calegari (compositore)
Antonio Calegari (Padova, 17 febbraio 1757 – Padova, 22 luglio 1828) è stato un compositore italiano.
Studiò musica dapprima con Jacopo Scalabrin, soprannominato Fantoncino, e successivamente, dopo la morte di quest'ultimo, con Ferdinando Gasparo Turrini, organista presso la Basilica di Santa Giustina a Padova. Infine completo i propri studi musicali a Venezia sotto l'insegnamento di Ferdinando Bertoni (zio del Turrini).
Il 2 maggio 1776 condusse l'Orfeo ed Euridice di Bertoni al Teatro Obizzi di Padova. Sempre in questa città nel 1779 scrisse il suo lavoro più noto, l'oratorio La risurrezione di Lazzaro. Nel 1781 fu la volta dell'opera Deucalione e Pirra, una festa musicale che ebbe notevole successo e che rimase in voga per parecchi anni nella sua città natale. Fu un totale fiasco l'opera Telemaco in Sicilia, data al Teatro Nuovo di Padova nel 1792, palcoscenico in cui egli fu direttore dal 1790 al 1796 circa.
Dopo aver soggiornato per qualche tempo a Venezia tornò a Padova nel 1800, dove l'anno successivo fu nominato prima organista della Basilica di Sant'Antonio e il 14 luglio del 1814 assunse la carica di maestro di cappella presso la stessa chiesa. Fino alla morte si dedicò esclusivamente alla composizione di musica sacra.
Della sua famiglia si ricordano anche il fratello Giuseppe Calegari e il nipote Luigi Antonio Calegari.

## Lavori

### Opere
- Alessandro nell'Indie (dramma per musica, libretto di Pietro Metastasio, 1779, Verona)
- Deucalione e Pirra (festa teatrale, libretto di Gaetano Sertor, 1781, Padova)
- Le due sorelle incognite (dramma giocoso, libretto di Giovanni Bertati, 1783, Venezia)
- Il fanatico per gli antichi romani (dramma giocoso, libretto di Giuseppe Palomba, 1792, Padova)
- Telemaco in Sicilia (dramma per musica, libretto di Antonio Simeone Sografi, 1792, Padova)
- L'omaggio del cuore (componimento drammatico, libretto di Antonio Simeone Sografi, 1815, Padova)

### Altra musica vocale
- Il Medoaco e le sue ninfe (cantata, 1784, Bassano del Grappa)
- Il canto a Lidia (cantata, 1784, Padova)
- Cantata per Caterino Corner (cantata, 1787, Padova)
- Inno alla pace (cantata, testo di Antonio Simeone Sografi, 1809, Padova)
- Euterpe italica alla tomba dell'immortale Giuseppe Haydn (cantata, 1810, Venezia)
- Festeggiandosi la nascita del re di Roma (cantata, 1811, Padova)
- Voto esaudito (cantata, 1811, Padova)
- Feste euganee (cantata, testo di Antonio Simeone Sografi, 1815, Padova)
- È perigliosa e vana (fuga per 8 voci e basso continuo, 1818)
- Bell'alma innamorate (cantata, testo di Antonio Simeone Sografi)
- Cesare al Rubicone (sonetto)
- La numa (cantata natalizia, testo S. Mattei)
- Viva l'eroe dell'Istro, del Reno il vincitor (cantata)
- Cavatina per tenore, oboe, clarinetto e archi
- Canzonetta con variazione per soprano e archi
- Que dira toute la France (recitativo e duetto)
- 2 rondò e canzone per 1 voce e orchestra

### Musica sacra

#### Oratori
- La risurrezione di Lazzaro (oratorio per 4 voci e orchestra, 1779, Padova)
- Coronatio Salomonis (oratorio, 1780, Venezia)
- La Passione di nostro Signore Gesù Cristo (oratorio)

### Altra musica sacra
- 3 Messe
- 9 Kyrie
- 2 Gloria
- 7 Qui tollis
- 2 Qui sedes
- Quoniam
- 5 Credo
- 2 Requiem
- Dies irae (in italiano)
- 18 antifone
- 12 responsi
- 15 Si quaeris miracula
- 10 inni
- Oltre 24 salmi latini
- 11 salmi italiani
- 3 sequenze
- Litania dei santi
- 3 lamentazioni
- 7 mottetti
- Altri lavori sacri minori

### Musica strumentale
- 6 sonate per clavicembalo
- Fuga per 4 parti e basso continuo